# Bazyli Amazejski
Bazyli Amazejski (gr. Ἅγιος Βασιλέας ὁ Ἱερομάρτυρας Ἐπίσκοπος Ἀμασείας, żył w IV w.) – święty katolicki i prawosławny, męczennik, biskup Amazji w Poncie (Azja Mniejsza). Został wrzucony do morza na rozkaz cesarza Licyniusza (319 r.). Jeden z jego uczniów o imieniu Elpidiforus, pouczony przez anioła, odkrył jego ciało i dał mu chrześcijański pochówek.